# Hot and Slow: Best Masters of the 70's
Pour les articles homonymes, voir Hot and Slow.
Albums de Scorpions
Big City Nights
(1998) Best
(1999)
Hot and Slow: Best Masters of the 70's est une compilation du groupe de hard rock allemand Scorpions sorti le 28 septembre 1998  sous le label BMG.
Elle retrace chronologiquement les grands succès du groupe dans les années 1970 tels que In Trance ou encore la balade de l'album éponyme Fly to the Rainbow.

## Liste des titres 1:17:00
| No  | Titre               | Paroles | Musique | Album                                  | Durée |
| --- | ------------------- | ------- | ------- | -------------------------------------- | ----- |
| 01. | Speedy's Coming     |         |         | Hot and Slow: Best Masters of the 70's | 03:33 |
| 02. | Fly To The Rainbow  |         |         | Hot and Slow: Best Masters of the 70's | 09:32 |
| 03. | Drifting Sun        |         |         | Hot and Slow: Best Masters of the 70's | 07:40 |
| 04. | They Need a million |         |         | Hot and Slow: Best Masters of the 70's | 04:50 |
| 05. | Far away            |         |         | Hot and Slow: Best Masters of the 70's | 05:39 |
| 06. | In trance           |         |         | Hot and Slow: Best Masters of the 70's | 04:44 |
| 07. | Dark lady           |         |         | Hot and Slow: Best Masters of the 70's | 03:25 |
| 08. | Robot man           |         |         | Hot and Slow: Best Masters of the 70's | 02:42 |
| 09. | Top of the bill     |         |         | Hot and Slow: Best Masters of the 70's | 03:25 |
| 10. | Longing for fire    |         |         | Hot and Slow: Best Masters of the 70's | 02:42 |
| 11. | Evening wind        |         |         | Hot and Slow: Best Masters of the 70's | 05:01 |
| 12. | Pictured life       |         |         | Hot and Slow: Best Masters of the 70's | 03:21 |
| 13. | Virgin Killer       |         |         | Hot and Slow: Best Masters of the 70's | 03:41 |
| 14. | Catch your train    |         |         | Hot and Slow: Best Masters of the 70's | 03:32 |
| 15. | In Your Park        |         |         | Hot and Slow: Best Masters of the 70's | 03:39 |
| 16. | Crying Days         |         |         | Hot and Slow: Best Masters of the 70's | 04:36 |
| 17. | Yellow Raven        |         |         | Hot and Slow: Best Masters of the 70's | 04:58 |

Source des titres et durées.